# Isabel Martínez de Perón

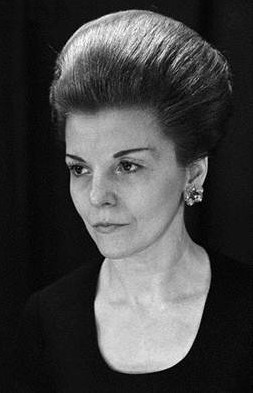
María Estela Martínez de Perón (1975)

Isabel Perón (eigentlich María Estela Martínez de Perón – das de bedeutet im Spanischen „Ehefrau von“; * 4. Februar 1931 in La Rioja) ist eine ehemalige argentinische Politikerin. Sie amtierte von Juli 1974 bis März 1976 als Präsidentin von Argentinien als Nachfolgerin von Juan Domingo Perón, dessen dritte Ehefrau sie war.

## Leben
Isabel Perón wurde als María Estela Martínez geboren. Ihr Leben, das sie durch Tanzen in Nachtclubs bestritt, war bis 1955 ohne nennenswerte Vorkommnisse. Zwischen 1955 und 1956 lernte sie den zweimal verwitweten Juan Domingo Perón kennen, der in seiner zweiten Amtszeit gerade als argentinischer Präsident abgesetzt worden war. 1961 heiratete das Paar in Madrid, ihrem spanischen Exil. 1973 kehrten Juan und Isabel Perón nach Argentinien zurück, denn es zeichnete sich ab, dass die Peronistische Partei (Partido Justicialista) gute Aussichten hatte, die anstehenden Wahlen zu gewinnen, und der Ruf nach einem „starken Mann“ wurde laut, der imstande sei, das Land aus der wirtschaftlichen Krise herauszuführen. Im Oktober 1973 wurde Juan Perón ein drittes Mal Präsident von Argentinien. Seine Frau, die – in Anlehnung an den Personenkult um seine zweite, 1952 gestorbene Ehefrau Evita – für die Öffentlichkeit den Namen „Isabel“ bzw. „Isabelita“ führte, machte er zur Vizepräsidentin.
Doch bereits am 1. Juli 1974 starb Perón. Tags darauf wurde Isabel eilig als neue Staatspräsidentin vereidigt, damit um die Nachfolge in der Präsidentschaft keine Diskussionen oder gar Neuwahlen riskiert werden mussten. Isabel galt allerdings als Marionette der peronistischen Machthaber, die als Präsidentin völlig überfordert gewesen sei und weder über die Bildung noch das politische Talent verfügt habe, ihr Amt zum Vorteil des Landes auszufüllen. 
In Peróns Amtszeit war Argentinien von Wirtschaftskrisen und Korruption betroffen.  
Getrieben von der Angst, die Macht zu verlieren, begannen die Peronisten mit der politischen Verfolgung von Oppositionellen und Kritikern. Sie bedienten sich dabei terroristischer Methoden – Oppositionelle wurden verschleppt und getötet. Die zunehmenden Repressalien der Regierung führten dazu, dass sowohl linke wie rechtsgerichtete oppositionelle Gruppen ebenfalls zu gewaltsamen Mitteln griffen; Entführungen, oft genug verbunden mit Gelderpressungen, nahmen deutlich zu. Isabel Peróns Amtszeit war durch unregelmäßig wiederkehrende „wilde Streiks“ (huelgas) und offiziell angeordnete Generalstreiks (paro general) geprägt. 
In dieser chaotischen Situation putschte das Militär gegen Perón. Sie wurde am 24. März 1976 von den Militärs festgenommen und unter Hausarrest gestellt, der fünf Jahre andauern sollte. Die Militärs bildeten eine Junta, und die Phase der Militärdiktatur von 1976 bis 1983 begann. Zuerst von vielen Argentiniern begrüßt, gingen die Militärs in einem schmutzigen Krieg (guerra sucia) gegen jegliche Opposition vor, was etwa 30.000 Menschen das Leben kostete, von denen die Mehrzahl einfach verschwand. Die Phase mündete in ein wirtschaftliches Desaster und den verlorenen Falklandkrieg (1982). Perón wurde 1981 wegen Korruption von einem Gericht abgeurteilt, aber noch im gleichen Sommer wieder auf freien Fuß gesetzt.
Isabel Martínez de Perón lebt heute in Villanueva de la Cañada in der Provinz Madrid in Spanien, wo sie ein unauffälliges Leben führt und sich nicht mehr zu ihrer politischen Vergangenheit äußert.
Am 11. Januar 2007 erließ die argentinische Justiz einen internationalen Haftbefehl gegen Isabel Perón. Daraufhin wurde sie am 12. Januar 2007 in ihrem Haus festgenommen, kurz danach aber wieder auf freien Fuß gesetzt, da kein offizielles Auslieferungsgesuch aus Argentinien vorlag. Perón soll für das Verschwinden eines Oppositionellen 1976 mitverantwortlich sein. Nach einem zweiten, am 25. Januar ausgefertigten Haftbefehl wird ihr auch die Mitwirkung an den rechtsextremen Aktivitäten der antikommunistischen Bewegung Triple A zur Last gelegt, die für zahlreiche in den 1970er Jahren verübte Morde verantwortlich sein soll. Das Auslieferungsgesuch wurde am 28. April 2008 durch eine Gerichtsentscheidung abgelehnt.